# Høyre

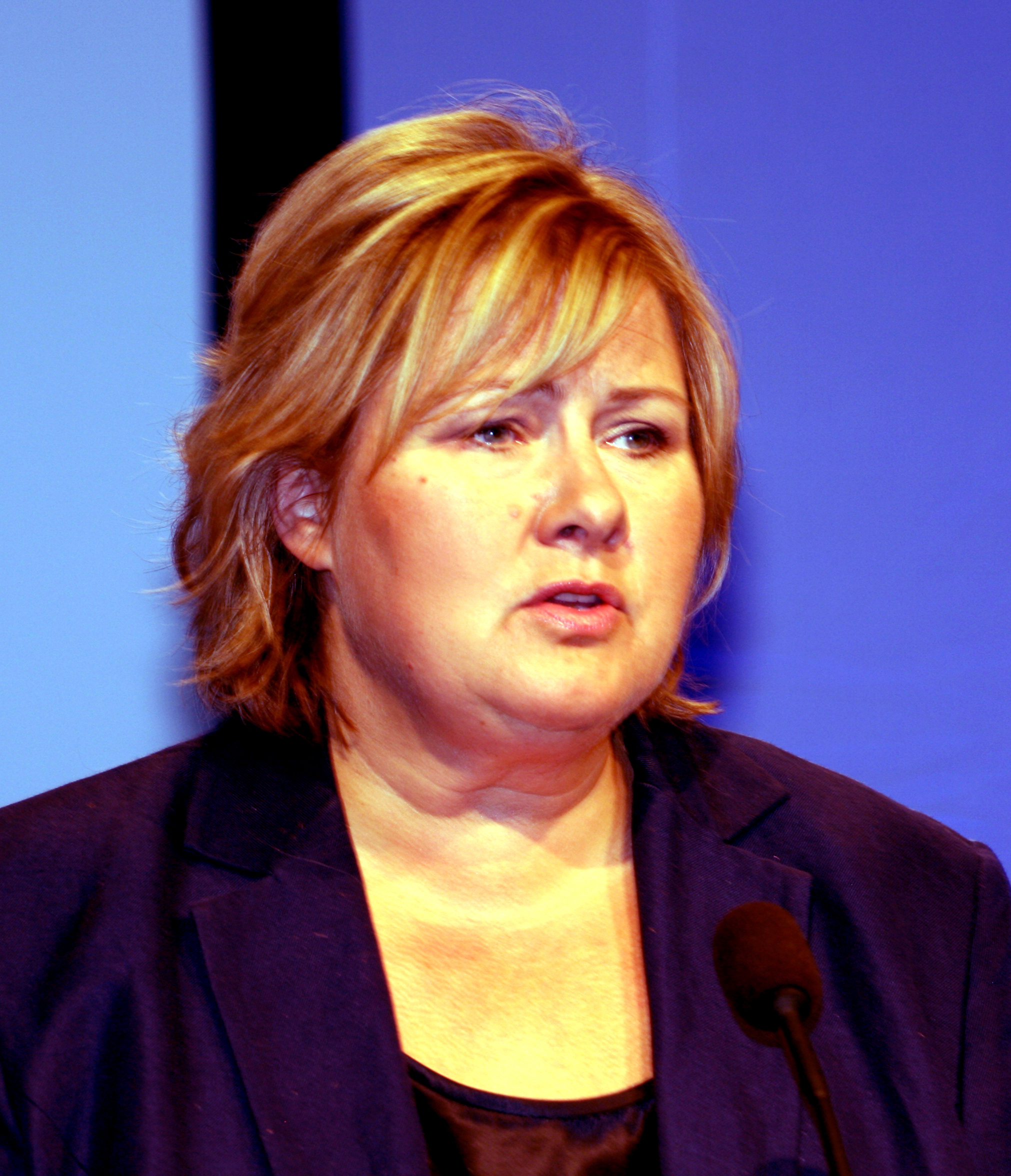
Předsedkyně strany Erna Solbergová

Konzervativní strana (norsky Høyre, doslovně Pravice) je středopravicová liberálně konzervativní politická strana v Norsku. Je členem Mezinárodní demokratické unie a na evropské úrovni je přidruženým členem Evropské lidové strany. Byla založena 25. srpna 1884 a patří dlouhodobě k nejsilnějším norským stranám. Od roku 2004 je její předsedkyní Erna Solbergová. V parlamentních volbách v roce 2013 získala Konzervativní strana 26,8 % hlasů a 48 mandátů v 169členném norském parlamentu. Předtím byla strana ve vládě naposledy v letech 2001–2005 a 1989–1990.
V parlamentních volbách roku 2017 se Konzervativní strana propadla z 26,8 % na 25 %, přesto si dokázala spolu s koaličními partnery udržet většinu 88:81. Po volbách roku 2021 strana odešla do opozice.